# Islams historia

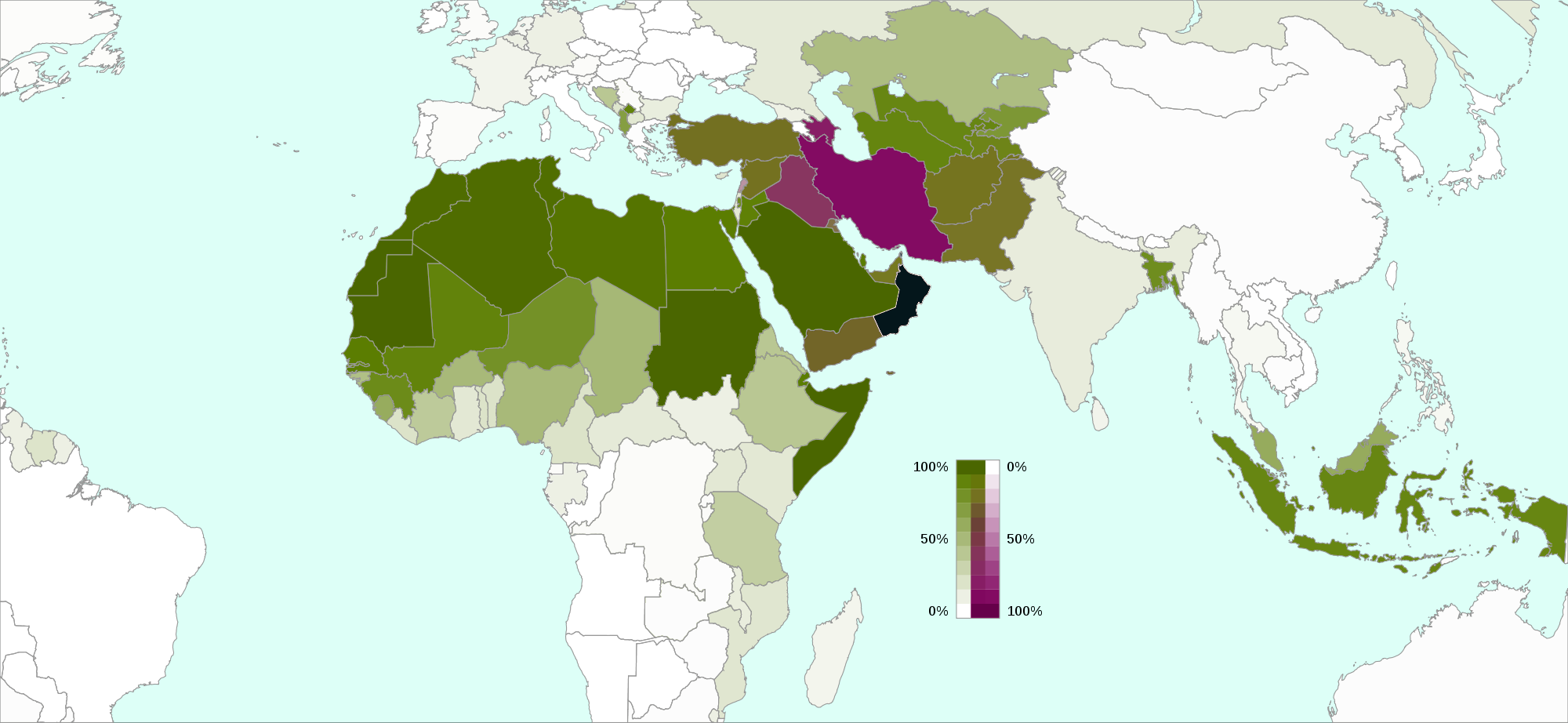
Länder med en islamisk befolkningsandel på mer än 10 %
Grön: sunniter, Röd: shia, Blå: ibadi (Oman)

Islam är en av världsreligionerna och uppstod under 600-talet e.Kr. på Arabiska halvön. Islam är den näst största av världens religioner efter kristendomen med omkring 1,7 miljarder anhängare (år 2017). I likhet med kristendomen och judendomen är islam en monoteistisk religion. Tron på Koranen som Guds ord och Muhammed som Guds största och sista profet är grundläggande inom religionen. Islam är en aktivt missionerande religion.

## Muhammeds tid: Kalifatens uppkomst
Enligt den islamiska läran blev Muhammed omkring år 610 förvissad i en vision av ärkeängeln Jibril (Gabriel) om att bli profet. Han fick i uppdrag att framföra en uppenbarelse från Gud. Det var ett budskap om en monoteistisk gudstro och en religionsutövning som i vissa drag liknar den i kristendomen och i judendomen.
Muhammed verkade i ett tjugotal år som profet. Det första decenniet var i Mekka, där han förde fram sitt budskap för sin egen stam, quraysh. Hans budskap gick ut på att folket bör erkänna Gud som sin skapare, som ska dyrkas ensam och som man ska överlåta sig till. Polyteismen kritiserades hårt. Muhammed varnade för Yttersta dagen när människorna ska stå till svars inför Gud och drabbas av helvetets straff, eller få komma till paradiset i enlighet med sina gärningar.
Muhammed mötte hårt motstånd i det polyteistiska Mekka, framförallt från de rika. Han var därför tvungen att tillsammans med sina anhängare ta sin tillflykt till Medina (Yathrib), där människorna var betydligt mer positiva till hans budskap. Flykten skedde år 622 och kallas hijra, "emigrationen", vilket är utgångspunkten för den islamiska tideräkningen.
De olika stammarna i Yathrib var i strid med varandra, och eftersom Muhammed inte var medlem i någon av stammarna fick han bli skiljedomare och ledare. Dessutom var han i konflikt med sin egen stam, Quraysh, och kunde därför inte betraktas som agent för de styrande i Mekka.
Efter hand, och under strider med Mekka och deras allierade, fick Muhammed inflytande över de omgivande arabstammarna. De tre judiska stammarna i Yathrib accepterade i allmänhet inte Muhammed som profet, och det ledde till att islam mer och mer kom att betraktas som en egen religion. Man hade däremot en överenskommelse om att leva tillsammans i tolerans och fred där var och en fick behålla sin religion. Relationen med de judiska stammarna, som inte var helt problemfri från början, förvärrades över tid. Den nådde sin kulmen då quraysh, tillsammans med andra arabiska stammar, planerade att utplåna muslimerna. Judarna ombads av muslimerna att uppfylla sin del av avtalet med muslimerna och försvara Medina, men många av dem anslöt sig till polyteisterna och bröt därmed, för andra gången, mot överenskommelsen. De stridande judiska männen som vänt sig emot muslimerna fördrevs då eller avrättades. Striderna mellan muslimerna och den angripande Quraysh-stammen ledde till slut till att Muhammeds anhängare segrade och kunde inta Mekka nästan utan blodspillan och ta över helgedomen Kaba som, med undantag för en ikon på insidan av Kaba föreställande Jesus och Jungfru Maria som Muhammed personligen skyddade och som sades ha målats av Abraham, rensades från avgudabilder från de tidigare kulterna.
Yathrib döptes nu om till Madīnat an-Nabī, "Profetens stad" eller al-Madīna al-munawwara, "Det strålande Medina". Där genomsyrade islam samhällsordningen. Religionen påverkade även den politiska makten och lagstiftningen. Detta har påverkat islam på många sätt och i dag finns det många islamiska länder där de tillämpar koranens uppenbarelse och profetens sunna (föredöme, sed) vid lagstiftning och styre av landet.
Som statsman visade sig Muhammed vara klok, förutseende, och mycket framgångsrik. Han hade förmågan att vänta, att bortse från tillfälliga nederlag, för att istället inrikta sig på långsiktiga mål. Ett exempel är när han slöt en till synes förödmjukande fred år 628 vid al-Hudaybiya, trots kritik och hårt motstånd från vänner och följeslagare som tyckte att han svek. Freden visade sig emellertid ha gynnsam effekt på kontakterna med de andra stammarna i området. Han kunde sluta en rad nya allianser, få större styrka och inta viktiga städer.
Innan sin död kunde Muhammed uppleva att praktiskt taget hela Arabiska halvön erkänt honom som ledare. De tidigare stridande och splittrade beduinstammarna hade slutit sig samman genom islam.
Samtidigt som det fattiga och av stamkrig söndrade Arabien enats hade slutfasen inträtt i striderna mellan den tidens två stormakter, det östromerska (bysantinska) kejsardömet och det sassanidiska persiska imperiet. De båda stormakterna hade bekämpat varandra tills nästan alla resurser hade uttömts, både militärt och ekonomiskt. De kunde inte bjuda effektivt motstånd när nu araberna överraskande dök upp på scenen. Befolkningen i Östrom och Persiens provinser och kolonier var krigs- och skattetrötta.

## Efter Muhammed

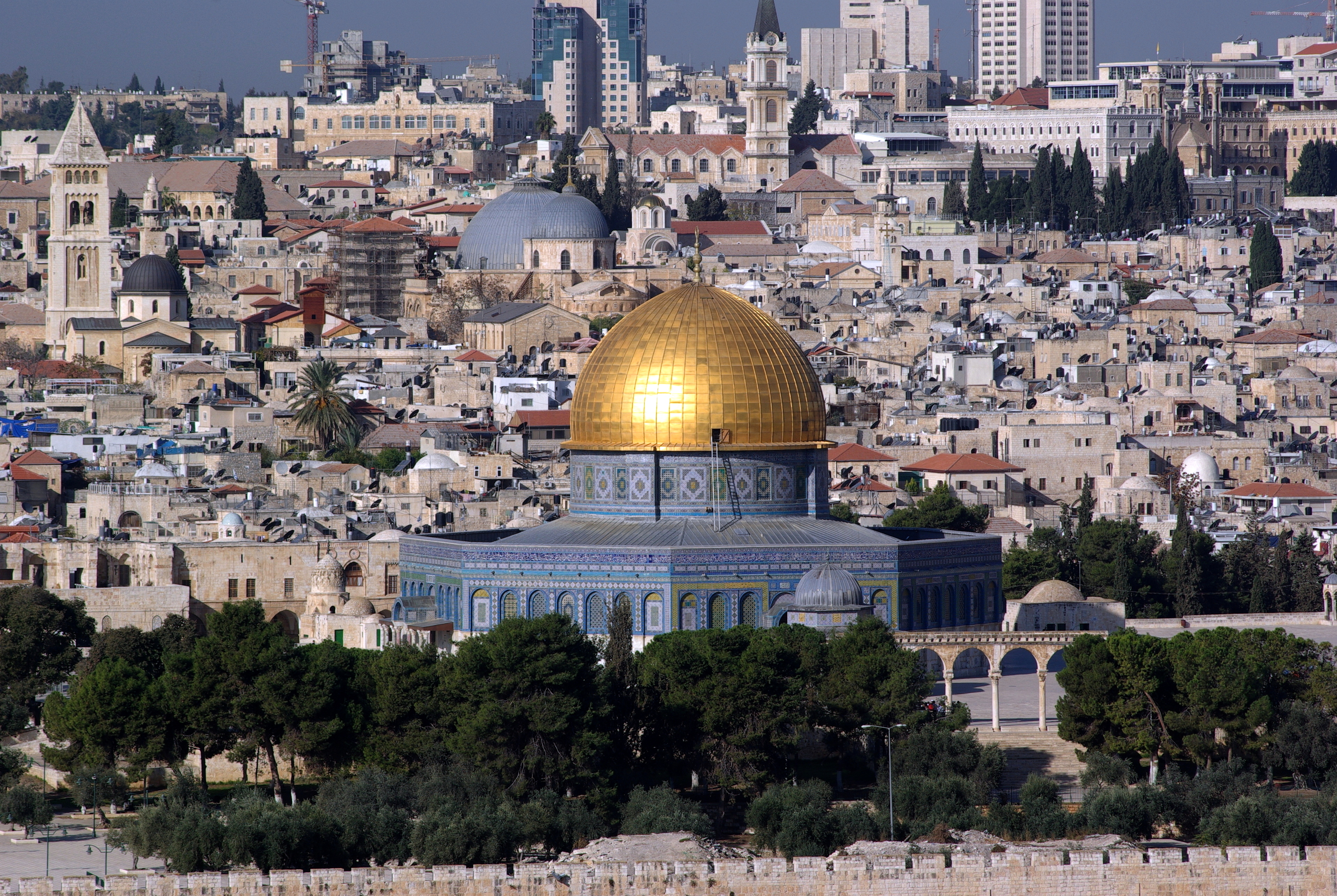
Utsikt över Klippdomen på Tempelberget i Jerusalem, en helig plats både inom islam och judendomen.

När Muhammed dog år 632 i en svår sjukdom rådde det oenighet om vem som skulle ersätta honom som ledare eftersom han inte efterlämnade några söner. Några ansåg att den nya ledaren borde vara från Muhammeds familj och hans närmaste manliga släkting var kusinen och svärsonen Ali. Gruppen som ansåg detta kallades därför "Alis grupp" (Shīcat Alī). Men under Muhammeds sista sjukdom hade han utsett sin svärfar Abu Bakr till ledare för den offentliga bönen när han själv inte längre kunde, och därför erkändes han av Medina-samhället som ställföreträdare, kalif, för Muhammed även i politiskt avseende. Redan år 634 dog Abu Bakr och som ställföreträdare efter honom utsågs Umar ibn al-Khattab, en av Muhammeds tidiga följeslagare. Under hans tid som kalif (634–644) sker den första stora expansionen av det nya väldet. Det är också Umar som anses ha skapat den nya statens grundläggande administration och organisation.
Umar mördas år 644 och efterträds av Uthman (644–656), en annan av Muhammeds tidigare efterföljare. I och med att Uthman tog över återgick makten till den gamla aristokratin i Mekka. Uthman var medlem i den umayyadiska familjen, en av de ledande i det gamla Mekka. Han ansågs ha gynnat sina egna släktingar vid val av viktiga poster. Kritiken kom till stor del från Muhammeds kusin Ali, och när Uthman föll offer för ett attentat 656 utsågs Ali till ny kalif. Alla accepterade inte Ali och i Mekka utbröt ett uppror, i vilket till och med Muhammeds fru Aisha, Abu Bakrs dotter, deltog. Upproret kvävdes men Ali flyttade sitt högkvarter till Kufa i Irak. Uthmans släkting Muawiya I var guvernör i Damaskus. Som ledare för den umayyadiska familjen krävde han hämnd för mordet på Uthman. Det blev krig mellan Muawiya och Ali, med slaget vid Siffin år 657. Ali gick med på att lösa tvisten med skiljedom men det gick honom emot och en del av hans anhängare lämnade honom och vände sig emot honom (kharijiterna). Han återvände till Kufa där han mördades av en kharijit år 661.
Alis död innebar att Muawiyas maktställning stod fast. Den shiitiska gruppens imam, Alis son Hasan, accepterade att dra sig tillbaka, och levde resten av sitt liv i Medina. Nu blev Damaskus rikets huvudstad, och den umayyadiska familjen innehade kalifatet i närmare ett århundrade. Expansionen fortsatte och statens administration fick fasta former.
Man var från statsledningens sida inte särskilt angelägna om att de erövrade provinserna skulle anta islam. Anhängare av de religioner som uttryckligen tilläts i Koranen (främst kristendomen och judendomen) behöll sina religioner och hade ett visst självstyre under sina religiösa ledare. De ålades att betala en särskild skatt (jizya) till kalifen. Denna inställning till minoritetsreligioner kallas millet-systemet och existerar fortfarande i vissa länder.
När Muawiyas dog år 680 tog hans son Yazīd över. Nästan samtidigt dog Hasan och hans efterträdare som shiitisk ledare blev hans yngre bror (och alltså Alis och Fatimas yngre son) Husayn ibn Ali. Husayn ville att shiiterna skulle få tillbaka makten så han begav sig till Irak, där han väntade sig få stöd i Kufa. Det visade sig att han hade fel. Han och hans anhängare omringades av provinsguvernörens soldater vid orten Karbalā (Kerbela), och de flesta av dem dog ("de 72 martyrerna"). Detta ägde rum den tionde i månaden Muharram (den första månaden i hidja-året). Dagen kallas Aashura och är en stor sorgehögtid inom shiitisk islam.
Husayns uppror slogs alltså ner. Under umayyadisk tid fortsatte riket att utvidgas. Hela Nordafrika erövrades, och år 711 gick man över sundet till Iberiska halvön och nådde ända upp till Frankrike (Slaget vid Poitiers år 732). I öster gick man in i Centralasien och Indien. Men missnöjet med det umayyadiska väldet växte. Umayyaderna gynnade de arabiska muslimerna på bekostnad av de icke-arabiska muslimerna. Kritikerna menade att riket hade blivit ett kungadöme (mulk), vilket var främmande för islam. Det blev väpnat uppror, främst från shiitisk sida. Detta ledde dock inte till att shiiterna tog makten igen, utan en annan grupp utnyttjade upproret för att ta makten: ättlingar till profetens farbror Abbas, abbasiderna. Maktskiftet var klart år 750, och den umayyadiska familjen utplånades, förutom en av prinsarna. Han flydde till Spanien och blev stamfader till den umayyadiska familjen där, som så småningom blev innehavare av ett kalifat i Córdoba.
Men både det umayyadiska kalifatet i Spanien och det abbasidiska med centrum i Bagdad försvann så småningom. I östra delarna av kalifatet segrade nationella iranska dynastier, såsom buyiderma, saffariderna och samaniderna. Saffariderna och samaniderna återinförde persiska som administrativt språk vilket skapade en persisk renässans i Iran och Centralasien.
I Spanien ägde "reconquista" rum, den kristna återerövringen norrifrån. Det sista muslimska fästet i Spanien föll år 1492 (samma år som Christofer Columbus ankom till Amerika).

## Den moderna tiden
Islamisk filosofi, framför allt Averroës (Ibn Rushd) texter kom att spela en stor roll för Europa ända in på 1600- och 1700-talet. På matematiska områden kan fortfarande inflytande från den muslimska världen ses tydligt då man använder arabiska siffror och decimalkommat och räknar med algebra.
Under 1900-talet kunde man se många nya islamiska religionsspridare och väckelsepredikanter. Grupper som det Muslimska Brödraskapet i Egypten och Jamaat-e Islami i Pakistan förespråkade ett teokratiskt alternativ till sekulära politiska ideologier. De (ibland kallade islamister) ser västvärldens kulturella värden som ett hot, och främjar en exklusivistisk politisk tolkning av islam som en omfattande lösning på alla allmänna och privata frågor av betydelse. I länder som Iran och Afghanistan ersattes sekulära regimer med islamistiska ställningar medan transnationella extremistgrupper som Usama bin Ladins al-Qaeda engagerade sig inom terrorism för att underlätta för sina mål.
I modern tid har islam fått hård kritik från ideologer och propagandister som till exempel Ibn Warraq, vilken kritiserar de islamiska lagarna och ifrågasätter Koranens sedelära; som exempel hävdar han att dess innehåll kan berättiga misshandel av kvinnor (se vidare kvinnan inom islam) och uppmuntra antisemitiska yttranden.
Framväxten av islamofobi har enligt Carl Ernst medverkat till den negativa synen på islam och muslimer i väst.